# Joe Lutkenhaus
Joe Lutkenhaus (eigentlich Joseph Frank Lutkenhaus; * 24. April 1947 in Decorah, Iowa) ist ein US-amerikanischer Mikrobiologe, Molekulargenetiker und Immunologe am University of Kansas Medical Center.
Lutkenhaus erwarb 1969 an der Iowa State University einen Bachelor in Organischer Chemie und 1974 an der University of California, Los Angeles einen PhD in Biochemie. Seine Dissertationsarbeit trug den Titel Kinetics of phosphate incorporation into Escherichia coli and regulation of RNA accumulation in glucose starved cells. Als Postdoktorand arbeitete er von 1975 bis 1978 bei William Donachie an der Edinburgh University über Zellteilung bei Bakterien und 1979/1980 am University of Connecticut Health Science Center. Seit 1981 gehört er zum Lehrkörper der University of Kansas Medical School. Seit 2006 ist er dort Distinguished Professor für Mikrobiologie.
Lutkenhaus untersuchte am Modellorganismus E. coli die Genetik der bakteriellen Zellteilung und entdeckte das Gen für FtsZ als zentrales Element der Zellteilung. Lutkenhaus konnte zeigen, dass FtsZ die Rate der Zellteilung beschränkt und Zielmolekül verschiedener Inhibitoren der Zellteilung ist. Gemeinsam mit Erfei Bi veröffentlichte er in Nature in einer wegweisenden Arbeit, dass FtsZ als Ring an der Stelle der zukünftigen Zellteilung lokalisiert ist, womit erstmals gezeigt werden konnte, dass auch bei Bakterien intrazelluläre Proteine für einen bestimmten Zweck an einer bestimmten Stelle vorkommen. Dies führte zur Entdeckung von Proteinen des Zytoskeletts, die bis dahin als den Eukaryoten vorbehalten galten.

## Auszeichnungen (Auswahl)
- 2002 Mitglied der American Academy of Microbiology
- 2012 Louisa-Gross-Horwitz-Preis[1]
- 2014 Mitglied der National Academy of Sciences[2]